# A lány (televíziós sorozat)
A lány (eredeti cím: Emergence) 2019 és 2020 között vetített amerikai misztikus thriller–dráma sorozat, amelyet Michele Fazekas és Tara Butters alkotott.
A sorozat producerei Holly Brix és Gail Barringer. A főszerepben Allison Tolman, Alexa Swinton, Owain Yeoman, Ashley Aufderheide és Robert Bailey Jr. láthatók. A sorozat a Fazekas & Butters és az ABC Studios gyártásában készült, forgalmazója a Disney–ABC Domestic Television.
Amerikában 2019. szeptember 24-től volt látható az ABC-n. Magyarországon az Cool TV mutatta be 2020. december 14-én.
2020 májusában a sorozatot levették a képernyőről.

## Cselekmény
Long Island egyik rendőrfőnöke befogad egy kislányt, akit egy repülőgép szerencsétlenség közelében talált meg. Kiderül, hogy a lány nem emlékszik semmire. A rendőr elkezd kutakodni a lány múltja után és rengeteg titok kerül a felszínre.

## Szereplők

### Főszereplők
| Szereplők        | Színész            | Magyar hang     |
| ---------------- | ------------------ | --------------- |
| Jo Evans         | Allison Tolman     | Hámori Eszter   |
| Piper            | Alexa Swinton      | Engel-Iván Lili |
| Benny Gallagher  | Owain Yeoman       | Posta Victor    |
| Mia Evans        | Ashley Aufderheide | Kobela Kira     |
| Chris Minetto    | Robert Bailey Jr.  | Hamvas Dániel   |
| Dr. Abby Fraiser | Zabryna Guevara    | Sági Tímea      |
| Alex Evans       | Donald Faison      | Fekete Zoltán   |
| Ed Sawyer        | Clancy Brown       | Rosta Sándor    |

### Mellékszereplők
| Szereplők       | Színész       | Magyar hang    |
| --------------- | ------------- | -------------- |
| Richard Kindred | Terry O’Quinn | Barbinek Péter |
| Emily Cox       | Maria Dizzia  | Zakariás Éva   |
| Ryan Brooks     | Enver Gjokaj  | Tóth Roland    |
| Loretta         | Rowena King   | Bertalan Ágnes |
| Helen           | Rowena King   | Bertalan Ágnes |

## Epizódok
| #   | #   | Eredeti cím                     | Magyar cím             | Rendezte            | Írta                                 | Eredeti premier      | Magyar premier     |
| --- | --- | ------------------------------- | ---------------------- | ------------------- | ------------------------------------ | -------------------- | ------------------ |
| 1.  | 1.  | Pilot                           | A kezdet               | Paul McGuigan       | Michele Fazekas és Tara Butters      | 2019. szeptember 24. | 2020. december 14. |
| 2.  | 2.  | Camera Wheelbarrow Tiger Pillow | Titokban               | J. Miller Tobin     | Chris Dingess és Lindsey Allen       | 2019. október 1.     | 2020. december 14. |
| 3.  | 3.  | 2 MG CU BID                     | A titokzatos recept    | Peter Leto          | David H. Goodman                     | 2019. október 8.     | 2020. december 21. |
| 4.  | 4.  | No Outlet                       | A telep                | Alex Pillai         | Jerome Schwartz                      | 2019. október 15.    | 2020. december 21. |
| 5.  | 5.  | RDZ9021                         | Zsákutca               | Patricia Cardoso    | Brant Englestein                     | 2019. október 29.    | 2020. december 28. |
| 6.  | 6.  | Mile Marker 14                  | A 14-es mérföldkő      | Sydney Freeland     | Nick Parker                          | 2019. november 5.    | 2020. december 28. |
| 7.  | 7.  | Fatal Exception                 | Átprogramozás          | Christopher Misiano | Holly Brix                           | 2019. november 19.   | 2021. január 4.    |
| 8.  | 8.  | American Chestnut               | Amerikai gesztenye     | Jessica Lowrey      | Lindsey Allen                        | 2019. november 26.   | 2021. január 4.    |
| 9.  | 9.  | Where You Belong                | Az áruló               | Paul McGuigan       | Kendra Chanae Chapman                | 2019. december 10.   | 2021. január 11.   |
| 10. | 10. | 15 Years                        | A szállítmány          | Leslie Hope         | Brant Englestein és David H. Goodman | 2020. január 7.      | 2021. január 11.   |
| 11. | 11. | Applied Sciences                | Válaszút               | J. Miller Tobin     | Jerome Schwartz és Nick Parker       | 2020. január 14.     | 2023. február 21.  |
| 12. | 12. | Killshot                        | Mesteri terv - 1. rész | Craig Zisk          | Joey Siara                           | 2020. január 21.     | 2023. február 28.  |
| 13. | 13. | Killshot                        | Mesteri terv - 2. rész | Paul McGuigan       | Michele Fazekas és Tara Butters      | 2020. január 28.     | 2023. március 7.   |

## Gyártás
2019. január 11-én bejelentették, hogy az NBC berendelt A lánynak egy próbaepizódot. A próbaepizódot Tara Butters és Michele Fazekas írta. A próbaepizód után az NBC elkaszálta a sorozatot. Azonban az ABC 2019. május 11-én berendelte a sorozatot. Egy nappal később bejelentették, hogy a sorozat premierje 2019 őszén lesz. A sorozatot 2019. szeptember 24-én mutatták be.  2020. május 21-én az ABC elkaszálta a sorozatot.